# Dolichotachina bechuanae
Dolichotachina bechuanae är en tvåvingeart som beskrevs av Zumpt 1961. Dolichotachina bechuanae ingår i släktet Dolichotachina och familjen köttflugor. Inga underarter finns listade i Catalogue of Life.